# Chutes Copeland
Pour les articles homonymes, voir Copeland.
Les chutes Copeland (en anglais : Copeland Falls) sont des chutes d'eau du comté de Boulder, dans le Colorado, aux États-Unis. Ces chutes formées par la North Saint Vrain Creek relèvent du parc national de Rocky Mountain. On y accède via le Wild Basin Trail.